# فيليكس توريس
فيليكس توريس (بالإنجليزية: Félix Torres)‏ هو لاعب كرة قاعدة أمريكي، ولد في 1 مايو 1932 في بونس، بورتوريكو في الولايات المتحدة.

## وصلات خارجية
- فيليكس توريس على موقعبيزبول رفرنس.كوم (الدوري الرئيسي) (الإنجليزية)